# Cichlasoma
Genre
Cichlasoma est un genre de poissons de la famille des Cichlidae. Toutes les espèces de ce genre se rencontrent en Amérique.

## Liste des espèces
Selon FishBase (18 mai 2015) :
- Cichlasoma aguadae Hubbs, 1936
- Cichlasoma alborum Hubbs, 1936
- Cichlasoma amarum Hubbs, 1936
- Cichlasoma amazonarum Kullander, 1983
- Cichlasoma araguaiense Kullander, 1983
- Cichlasoma atromaculatum Regan, 1912
- Cichlasoma beani (Jordan, 1889)
- Cichlasoma bimaculatum (Linnaeus, 1758)
- Cichlasoma bocourti (Vaillant & Pellegrin, 1902)
- Cichlasoma boliviense Kullander, 1983
- Cichlasoma cienagae Hubbs, 1936
- Cichlasoma conchitae Hubbs, 1936
- Cichlasoma dimerus (Heckel, 1840)
- Cichlasoma ericymba Hubbs, 1938
- Cichlasoma festae (Boulenger, 1899)
- Cichlasoma geddesi (Regan, 1905)
- Cichlasoma gephyrum Eigenmann, 1922
- Cichlasoma grammodes Taylor & Miller, 1980
- Cichlasoma istlanum (Jordan & Snyder, 1899)
- Cichlasoma mayorum Hubbs, 1936
- Cichlasoma microlepis Dahl, 1960
- Cichlasoma orientale Kullander, 1983
- Cichlasoma orinocense Kullander, 1983
- Cichlasoma ornatum Regan, 1905
- Cichlasoma paranaense Kullander, 1983
- Cichlasoma pearsei (Hubbs, 1936)
- Cichlasoma portalegrense (Hensel, 1870)
- Cichlasoma pusillum Kullander, 1983
- Cichlasoma salvini (Günther, 1862)
- Cichlasoma sanctifranciscense Kullander, 1983
- Cichlasoma stenozonum Hubbs, 1936
- Cichlasoma taenia (Bennett, 1831)
- Cichlasoma trimaculatum (Günther, 1867)
- Cichlasoma troschelii (Steindachner, 1867)
- Cichlasoma tuyrense Meek & Hildebrand, 1913
- Cichlasoma ufermanni (Allgayer, 2002)
- Cichlasoma urophthalmus (Günther, 1862)
- Cichlasoma zarskei Ottoni, 2011
- Cichlasoma zebra Hubbs, 1936

## Galerie

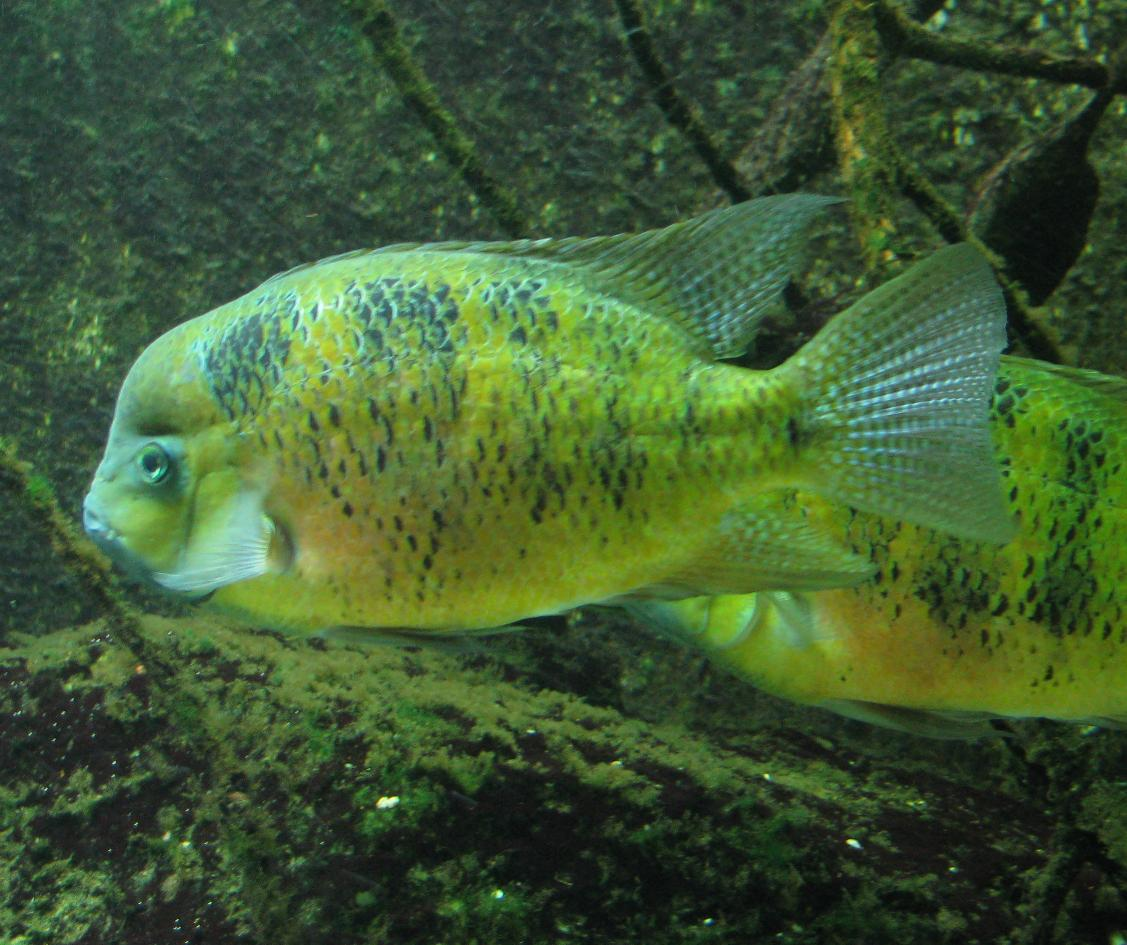
Cichlasoma bocourti
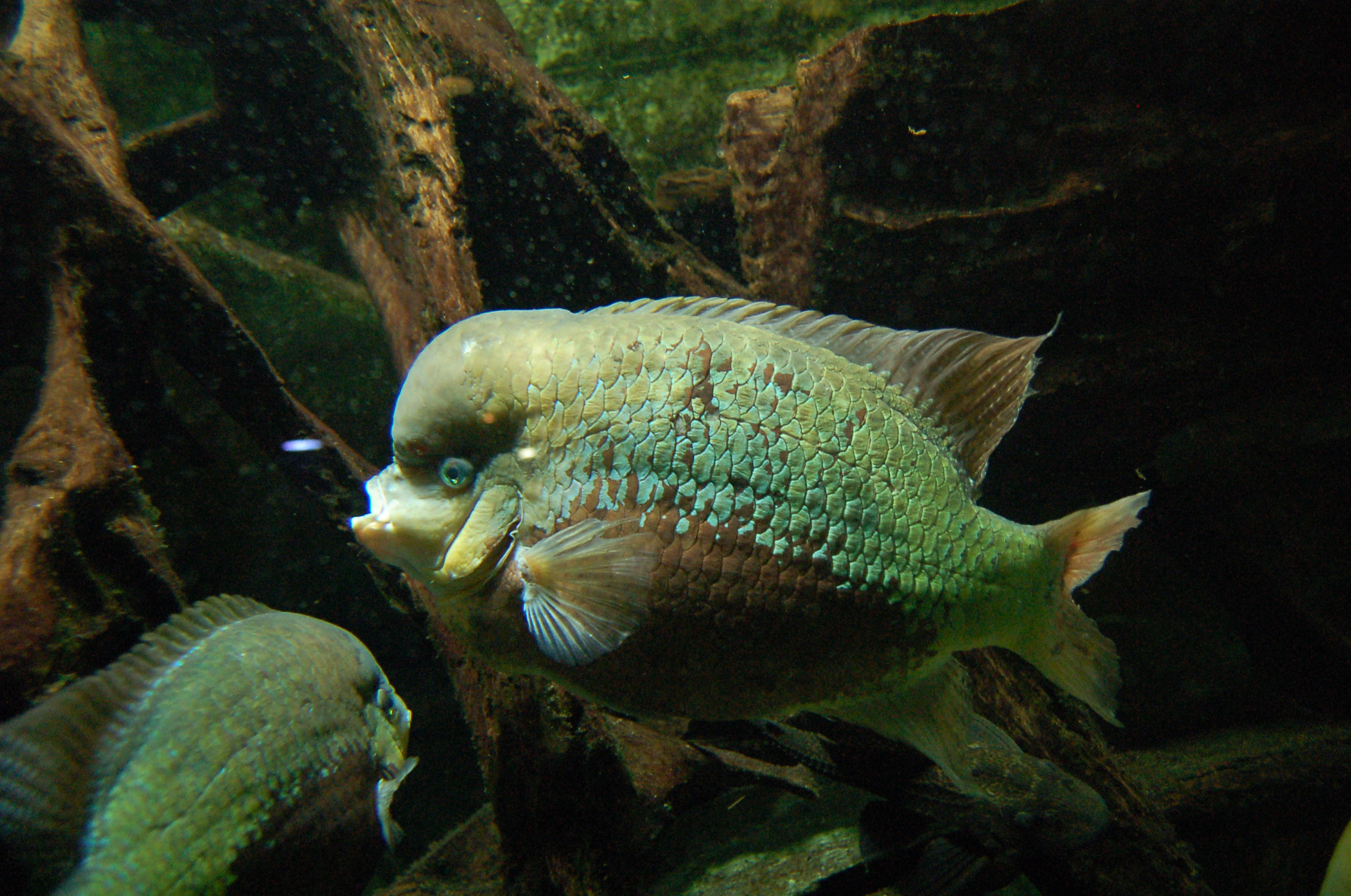
Cichlasoma pearsei
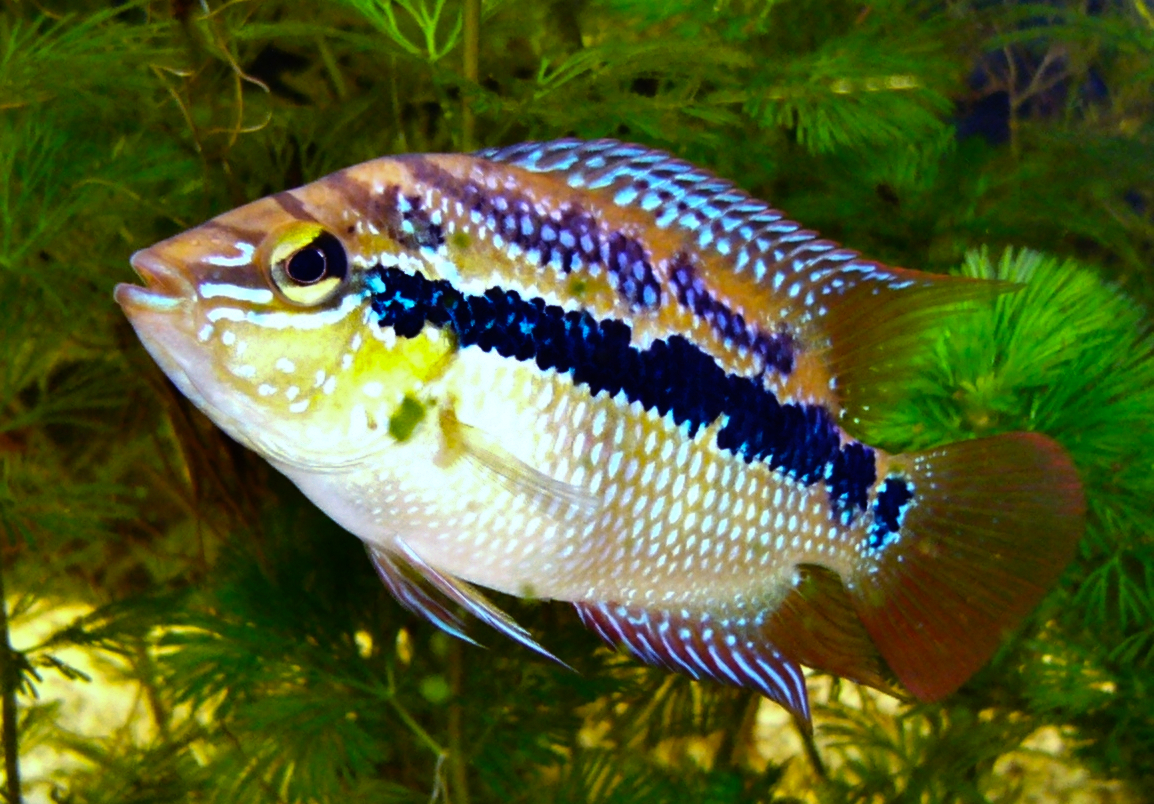
Cichlasoma salvini
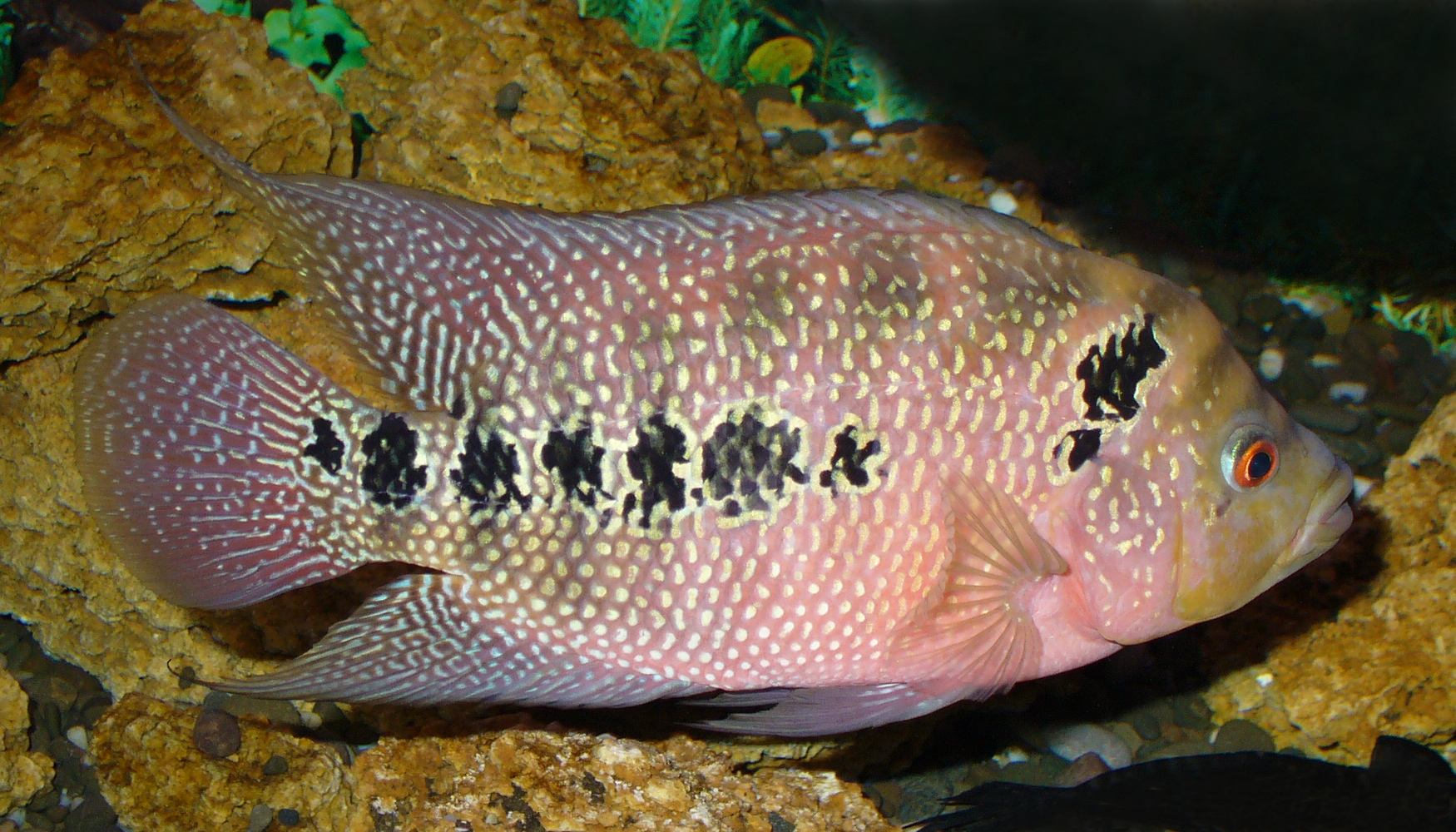
Cichlasoma trimaculatum
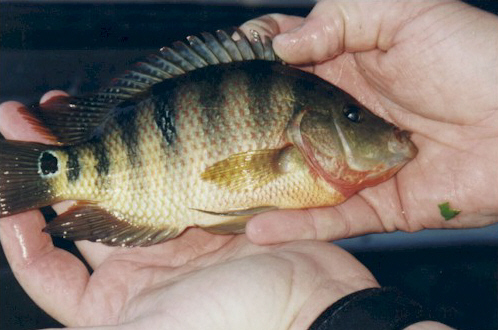
Cichlasoma urophthalmus